# Petra Kvitová
Petra Kvitová (Bílovec, 8 marzo 1990) è una tennista ceca.
Vincitrice a Wimbledon nel 2011 e nel 2014, nella sua carriera si è aggiudicata in totale trentuno titoli WTA in singolare su quarantadue finali disputate, arrivando fino alla seconda posizione in classifica mondiale nell'ottobre 2011, nel giugno 2015 e nel gennaio 2019. Ha, inoltre vinto il Master di fine anno nel 2011 alla sua prima apparizione, la medaglia di bronzo alle Olimpiadi di Rio nel 2016, e si è spinta fino alla sua terza finale a livello Slam all'Australian Open 2019.
Mancina con colpi estremamente potenti e veloci e buone capacità a rete, ha conquistato per ben sei volte la Fed Cup con la squadra ceca tra il 2011 e il 2018, vantando nella competizione un bilancio di 34 partite vinte in singolare a fronte di 11 sconfitte, e la Hopman Cup 2012 insieme al connazionale Tomáš Berdych. Con un guadagno superiore ai 37 milioni di dollari, si posiziona al sesto posto tra le giocatrici che hanno guadagnato di più nella storia del tennis femminile a livello di montepremi.

## Biografia
Ha due fratelli: Jiri (ingegnere, chiamato come il padre) e Libor (insegnante).
Il 21 dicembre 2016 Petra è stata ferita nel suo appartamento da un rapinatore armato di coltello, che vi si era introdotto spacciandosi per un tecnico del gas. Il malfattore ha causato lesioni alla mano sinistra della giocatrice, che essendo mancina è stata costretta per settimane al riposo forzato.
Ha avuto delle relazioni con i tennisti Adam Pavlasek (2011-2013), Radek Stepanek (2013-2014), e con il giocatore di hockey Radek Meidl (2015-2016). Si è infine sposata con il suo allenatore di tennis, Jiri Vanek, dal quale ha avuto un figlio, Petr, nel 2024.

## Carriera
Introdotta al tennis all'età di soli 4 anni dal padre nella città natale Fulnek, fino a 16 anni giocava per divertimento un'ora al giorno, partecipando solo a qualche torneo juniores in patria. È stata poi scoperta da un talent scout del centro professionistico ceco di Prostejov, che ha individuato in lei un enorme talento facendola successivamente viaggiare per il mondo. Il suo idolo tennistico è la connazionale Martina Navrátilová.

### 2008-2009: primo titolo WTA
Sotto la guida del coach David Kotyza, gioca a Parigi sconfiggendo per la prima volta una top 50, Anabel Medina Garrigues allora numero 30. All'U.S. National Indoor Tennis Championships riesce a sconfiggere Venus Williams. Nel giugno 2008 si qualifica al 4º turno degli Open di Francia, nel suo primo torneo del Grande Slam, sconfiggendo la giapponese Akiko Morigami, l'australiana Samantha Stosur e l'ungherese Ágnes Szávay.
Nel 2009 conquista il suo primo titolo WTA a Hobart, sconfiggendo Alona Bondarenko, Anastasija Pavljučenkova, Virginie Razzano, e in finale la connazionale Iveta Benešová.
Agli US Open 2009 sconfigge l'allora nº1 mondiale Dinara Safina nel 3º turno in tre set, quando Kvitová occupava il 72º posto nel ranking. Al Generali Ladies Linz dello stesso anno raggiunge la finale sconfiggendo nel suo percorso Andrea Petković, Benešová, Carla Suárez Navarro e Agnieszka Radwańska. In finale viene sconfitta dalla belga Yanina Wickmayer.

### 2010: semifinale a Wimbledon e Top 30
Apre l'anno con la sconfitta al terzo turno di qualificazione di Hobart, dove difendeva il titolo, per mano di Kirsten Flipkens. Partecipa agli Australian Open dove si impone su Jill Craybas, per poi venire fermata da Serena Williams, la quale le lascia tre game. Successivamente disputa la semifinale a Memphis, sconfitta da Marija Šarapova.

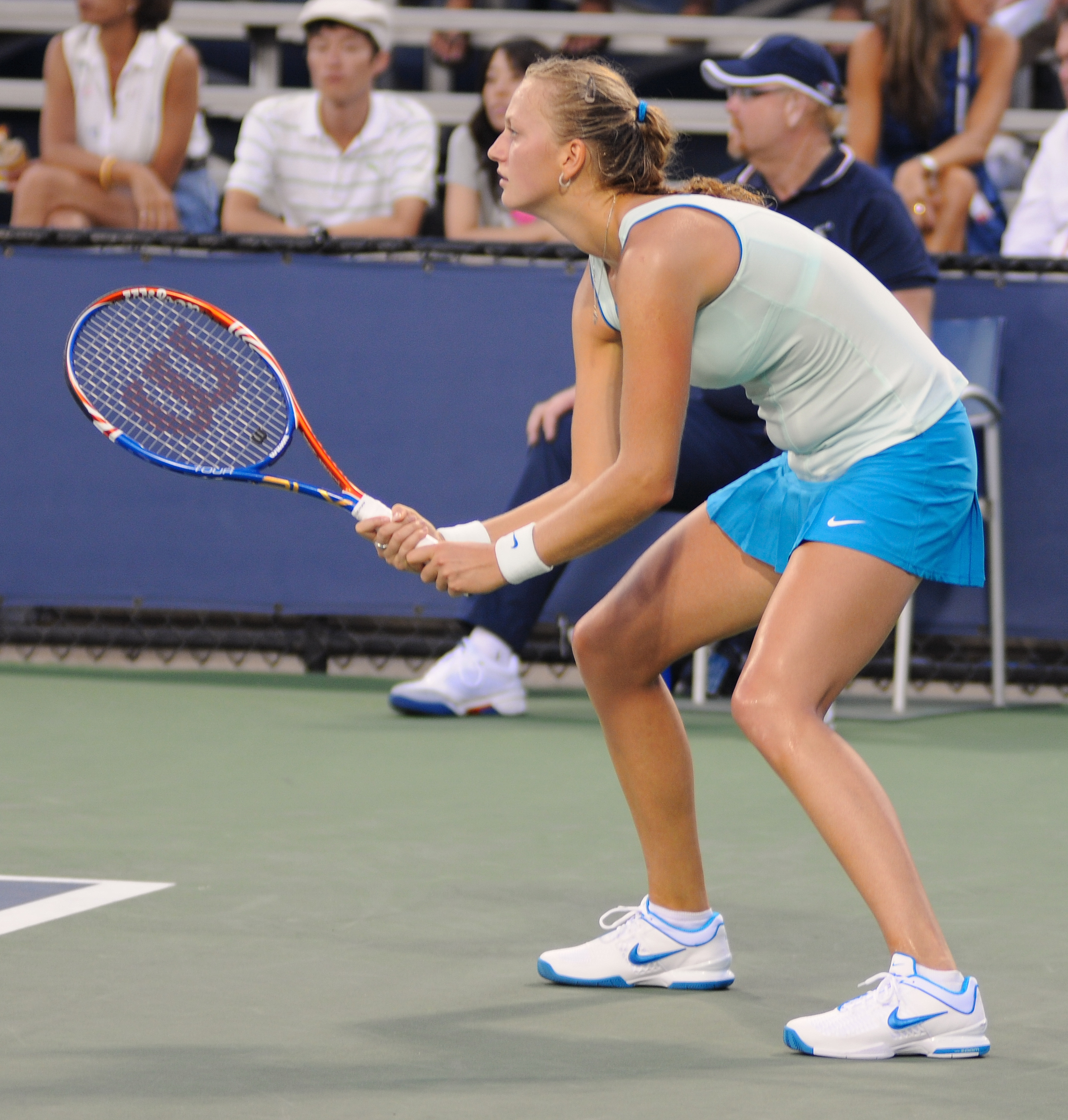
Petra Kvitová agli US Open 2010

Nei tornei del Sunshine Double (Indian Wells e Miami) subisce due sconfitte nel secondo turno, rispettivamente da Flavia Pennetta e Kim Clijsters. Apre la stagione sulla terra battuta a Barcellona con una sconfitta precoce inflittale da Iveta Melzer. Negli Internazionali d'Italia supera la Top 20 Vera Zvonarëva prima di venire fermata da Petković. Supera le qualificazioni a Madrid, ma non può fare nulla contro Caroline Wozniacki nel primo turno del tabellone. Non fa meglio al Roland Garros e a 's-Hertogenbosch, eliminata rispettivamente da Sophie Ferguson e Petković. Dopo la pesante sconfitta al Roland Garros di comune accordo con il suo allenatore decide di iniziare a collaborare con lo psicologo sportivo Michal Safar per migliorare l'approccio mentale agli incontri.
La ceca sboccia a Wimbledon. Infatti, grazie alle vittorie su Sorana Cîrstea, Zheng Jie, Viktoryja Azaranka,  e la numero undici del mondo, Wozniacki, testa di serie numero tre, e in rimonta su Kaia Kanepi raggiunge la prima semifinale Slam in carriera. Tuttavia qui è costretta a soccombere contro Serena Williams. A fine torneo recupera 32 posizioni entrando tra le prime trenta tenniste al mondo.
Disputa il torneo International sloveno di Portorose come seconda testa di serie, ma viene sorpresa all'esordio da Stefanie Vögele. Seguono le sconfitte al primo turno a Istanbul, Copenaghen, Montréal e New Haven. Si presenta gli US Open tornando alla vittoria. Difatti si impone in due parziali su Lucie Hradecká ed Elena Baltacha, per poi venire fermata da Kim Clijsters.
Conclude la stagione con la sconfitta all'esordio a Tokyo contro Al'ona Bondarenko, al terzo turno a Pechino contro Wozniacki, al secondo turno a Linz per mano di Julia Görges e al primo turno a Mosca contro Kateryna Bondarenko. Chiude l'anno in 34ª posizione.

### 2011: sei titoli WTA, primo Wimbledon, WTA Finals, prima Fed Cup ebest ranking
Nel gennaio 2011 vince il torneo di Brisbane superando in finale la tedesca Petković; precedentemente si era imposta su Nadia Petrova (numero quindici del mondo), Ksenija Pervak, Dominika Cibulková e Pavljučenkova. Subito dopo disputa gli Australian Open dove, grazie alle vittorie contro la wildcard australiana Sally Peers, Anna Čakvetadze, Stosur, numero sei del mondo, e Pennetta, cede nei quarti di finale alla numero due della classifica mondiale, Zvonarëva. A fine torneo entra per la prima volta nella Top 20, precisamente alla 18ª posizione.
Continua il buon rendimento in Europa, conquistando il secondo titolo della stagione all'Open GDF Suez di Parigi, battendo in finale la prima testa di serie, nonché la seconda tennista del mondo, Clijsters. Nella corsa al titolo, si impone su Vesna Dolonc, Barbora Strýcová, Wickmayer e Bethanie Mattek-Sands. Segue una sconfitta a sorpresa all'esordio a Dubai, per mano della qualificata Ayumi Morita. Non fa meglio nemmeno a Indian Wells, dove subisce la rivincita di Strycova. In seguito torna a vincere un match a Miami contro Varvara Lepchenko, per poi cedere a Pavlyuchenkova che le infligge un bagel nel terzo parziale.
Tuttavia si rifà a Madrid, Premier Mandatory che si aggiudica superando la top-5 Azaranka in finale. Precedentemente, tra le altre, si era vendicata su Zvonarëva nel terzo turno e aveva estromesso in semifinale Li Na. A fine torneo, grazie ai 1000 punti ottenuti, entra di diritto nella Top 10, fermandosi proprio alla decima posizione. Disputa il Roland Garros con facili vittorie su Gréta Arn, Zheng Jie e Vania King, prima di venire rimontata da Li Na negli ottavi di finale.

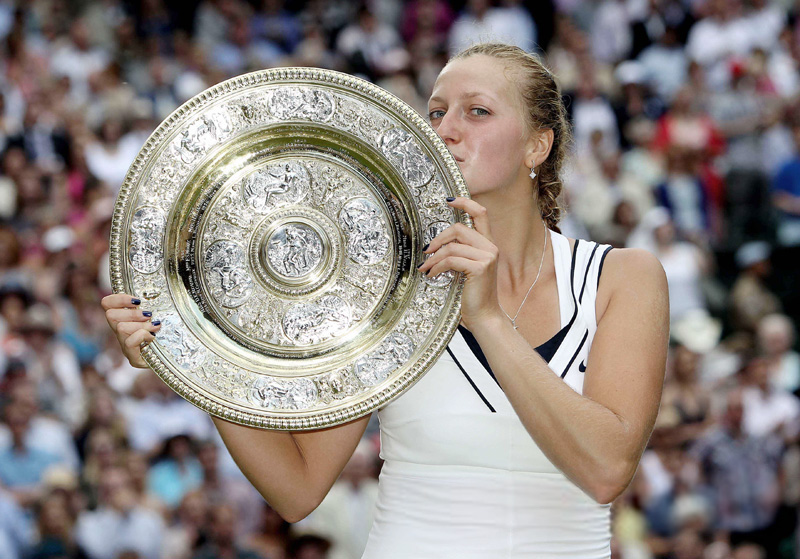
Petra Kvitová con il suo primo titolo Slam, Wimbledon 2011

Apre la stagione sull'erba con la finale all'AEGON International di Eastbourne. Qui, dopo avere sconfitto con difficoltà Anastasija Sevastova, Ekaterina Makarova e Agnieszka Radwańska, usufruisce del ritiro di Daniela Hantuchová nel secondo parziale. Nonostante ciò in finale viene impossibilitata da Marion Bartoli a sollevare il quarto titolo del 2011.
Il 2 luglio 2011 vince il Torneo di Wimbledon battendo in finale la russa Marija Šarapova, con il punteggio di 6–3, 6–4, segnando il suo migliore successo in carriera, e toccando il suo miglior ranking alla 7º posizione, diventando anche la prima tennista classe novanta a vincere un titolo dello Slam. Nella corsa al titolo non lascia un set ad Alexa Glatch, Anne Keothavong, Roberta Vinci e Wickmayer, mentre cede un parziale a Cvetana Pironkova e Azarenka.
Successivamente vola in Canada per la Rogers Cup, uscendo di scena al terzo turno per mano di Petković. Affronta nuovamente la tedesca al Cincinnati Masters, ma senza successo. Si presenta gli US Open, venendo sconfitta a sorpresa da Alexandra Dulgheru, diventando la rima tennista a far seguire una vittoria Slam dall'uscita al primo turno nello Slam successivo. Il risultato migliore di questa parte di stagione sarà la semifinale persa per mano della russa Zvonareva al Toray Pan Pacific Open, dopo avere usufruito del ritiro di Sharapova. Salita al quinto posto nel ranking, viene estromessa al secondo turno a Pechino. Tuttavia sale alla quarta posizione.
Nel finale di stagione sul cemento indoor conquista il torneo di Linz battendo in finale la slovacca Cibulkova per 6–4, 6–1, dopo aver rimontato in semifinale Jelena Janković. Ai 2011 WTA Tour Championships di Istanbul, durante i round robin, sconfigge le tre avversarie Zvonarëva, Wozniacki, e Agnieszka Radwańska, in semifinale l'australiana Stosur e in finale la bielorussa Azaranka per 7–5, 4–6, 6–3. Senza perdere un match riesce a vincere il suo sesto titolo stagionale, settimo in totale, toccando anche il proprio best ranking al numero 2 del mondo a soli 115 punti di distacco dalla vetta, occupata da Wozniacki. Conclude lo strepitoso anno vincendo con la propria nazionale la prima Fed Cup da quando Repubblica Ceca e Repubblica Slovacca si sono divise, battendo la Russia 3-2; sue le due vittorie nel singolo ai danni di Svetlana Kuznecova e Marija Kirilenko. A fine stagione riceve il premio come miglior giocatrice dell'anno.

### 2012: semifinale al Roland Garros

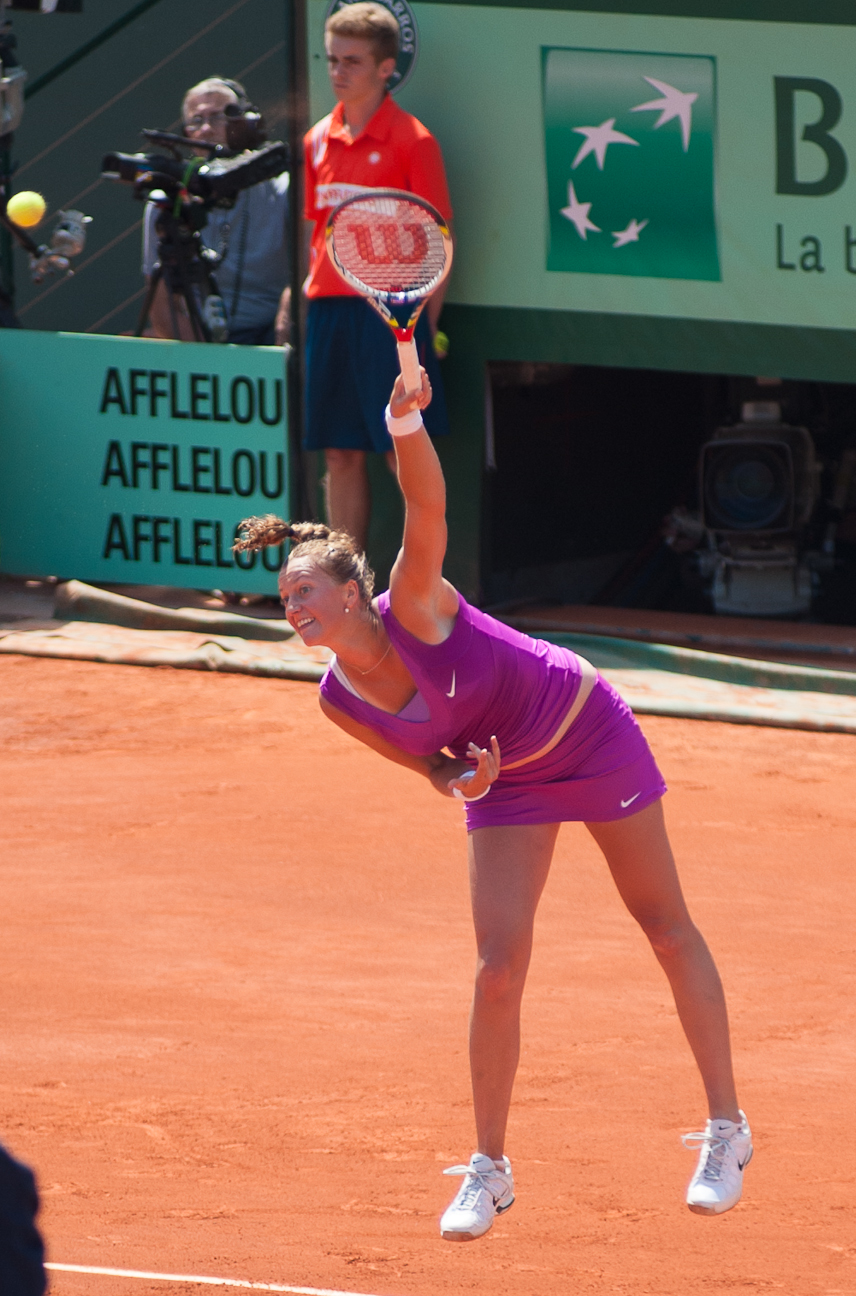
La tennista ceca al Roland Garros 2012

Partecipa alla Hopman Cup con Tomáš Berdych. La coppia vince il titolo battendo la Francia in finale. Successivamente prende parte al torneo di Sydney, dove viene sconfitta in semifinale da Li Na. Agli Australian Open ha la possibilità di diventare la nuova numero uno mondiale grazie all'uscita di Wozniacki nei quarti di finale. Non sfrutta l'occasione poiché viene battuta in semifinale da un'altra candidata per la vetta del ranking, Marija Šarapova, che batte la mancina di Bilovec in tre set.
Ad Indian Wells viene clamorosamente sconfitta al terzo turno dalla statunitense Christina McHale in tre set. Delude anche a Miami, dove viene eliminata al secondo turno da Venus Williams. Al Porsche Tennis Grand Prix di Stoccarda, dopo avere sconfitto Francesca Schiavone e Angelique Kerber, si arrende in semifinale alla russa Šarapova. A Madrid è la campionessa uscente, ma perde al secondo turno per mano di Lucie Hradecká. Agli Internazionali d'Italia la sua corsa si ferma ai quarti di finale, dove è superata nel derby tra mancine da Kerber.
Agli Open di Francia batte in ordine Ashleigh Barty, Urszula Radwańska, Nina Bratčikova, Lepchenko, e Jaroslava Švedova prima di essere sconfitta da Šarapova.
A Wimbledon Kvitová non è ancora brillante, poiché viene sconfitta ai quarti di finale dalla futura campionessa Serena Williams. Lasciatosi alle spalle la delusione londinese la ceca prende parte ai Giochi della XXX Olimpiade. Non riesce a portare nessuna medaglia alla sua nazione venendo sconfitta ai quarti di finale dalla russa Kirilenko.
Ad agosto raggiunge la sua prima finale stagionale alla Rogers Cup vincendo il titolo ai danni della cinese Li Na. Nel corso del torneo ha la meglio su Ksenija Pervak, Bartoli, Tamira Paszek e Wozniacki. A Cincinnati viene sconfitta in semifinale da Kerber. Vince il secondo titolo stagionale a New Haven battendo Kirilenko in finale, rifacendosi della sconfitta subita ai recenti Giochi Olimpici. Agli US Open la corsa di Kvitová si ferma agli ottavi di finale per mano di Bartoli. Prima di perdere dalla francese, la ceca aveva almeno raggiunto i quarti di finale nei torneo dello Slam.
La trasferta in Asia è avara di soddisfazioni essendo sconfitta al secondo turno sia da Tokyo che da Pechino. A fine anno si ritira dai WTA Tour Championships per un virus. Chiude l'anno in ottava posizione mondiale.

### 2013: due titoli WTA

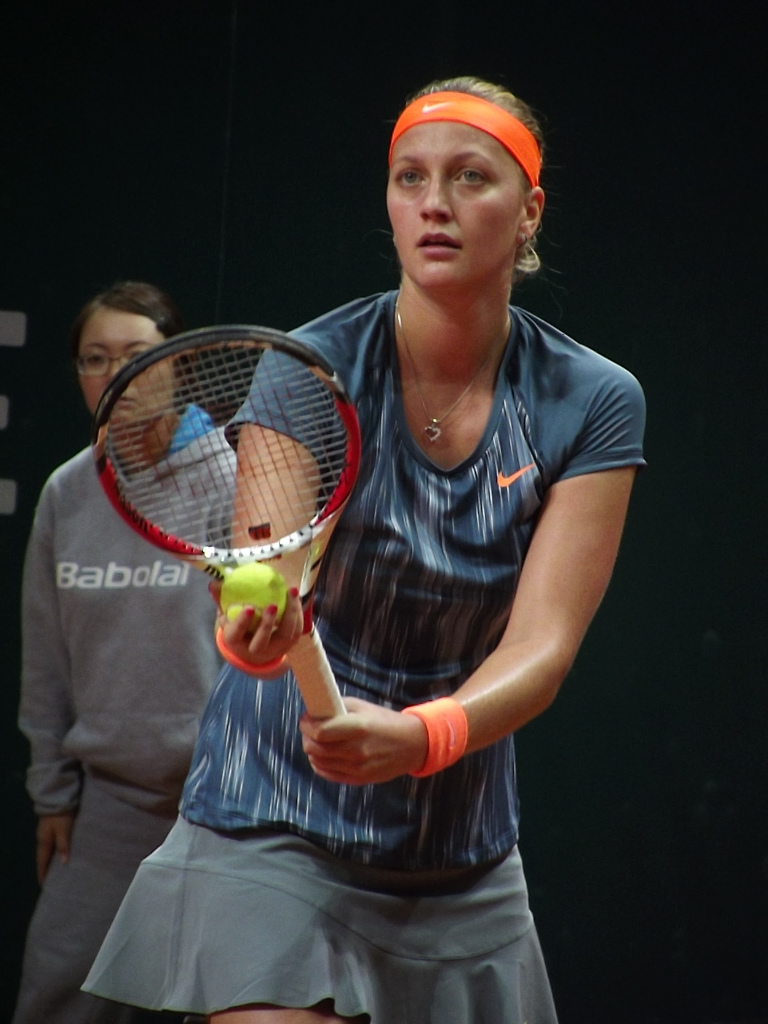
Petra Kvitová al servizio

Non inizia l'anno nel migliore dei modi, perdendo al secondo turno a Brisbane, superata dalla russa Pavljučenkova, e al primo turno a Sydney, battuta nettamente con un doppio 6–1 dalla slovacca Dominika Cibulková. Si presenta agli Australian Open come testa di serie numero 8 e al primo turno batte Schiavone in tre set, ma poi cede a sorpresa a Laura Robson dopo avere condotto 3–0 nel set decisivo.
A Doha raggiunge i quarti eliminando prima Ekaterina Makarova e poi Petrova, ma poi cede combattendo a Serena Williams. In febbraio si aggiudica in maniera convincente il torneo del Dubai eliminando nel suo percorso al titolo Hantuchova, la ex numero uno del mondo Ana Ivanović, Radwańska, Wozniacki e in finale Sara Errani.
In marzo si fa sfuggire la vittoria nei quarti a Indian Wells quando, in vantaggio di un set e di un break, commette quattro doppi falli consecutivi alla fine del secondo set e deve così arrendersi a Marija Kirilenko per 4–6, 6–4 ,6–3. Dopo avere perso male contro Flipkens al terzo turno a Miami, ad aprile gioca il torneo sulla terra battuta di Katowice dove raggiunge facilmente la finale, persa contro Roberta Vinci, che ottiene così la prima vittoria negli scontri diretti. La ceca ha l'occasione di riscattarsi sulla tarantina giocando la semifinale di Fed Cup la settimana successiva a Palermo, ma perde di nuovo, battendo invece Errani nell'altro singolare.

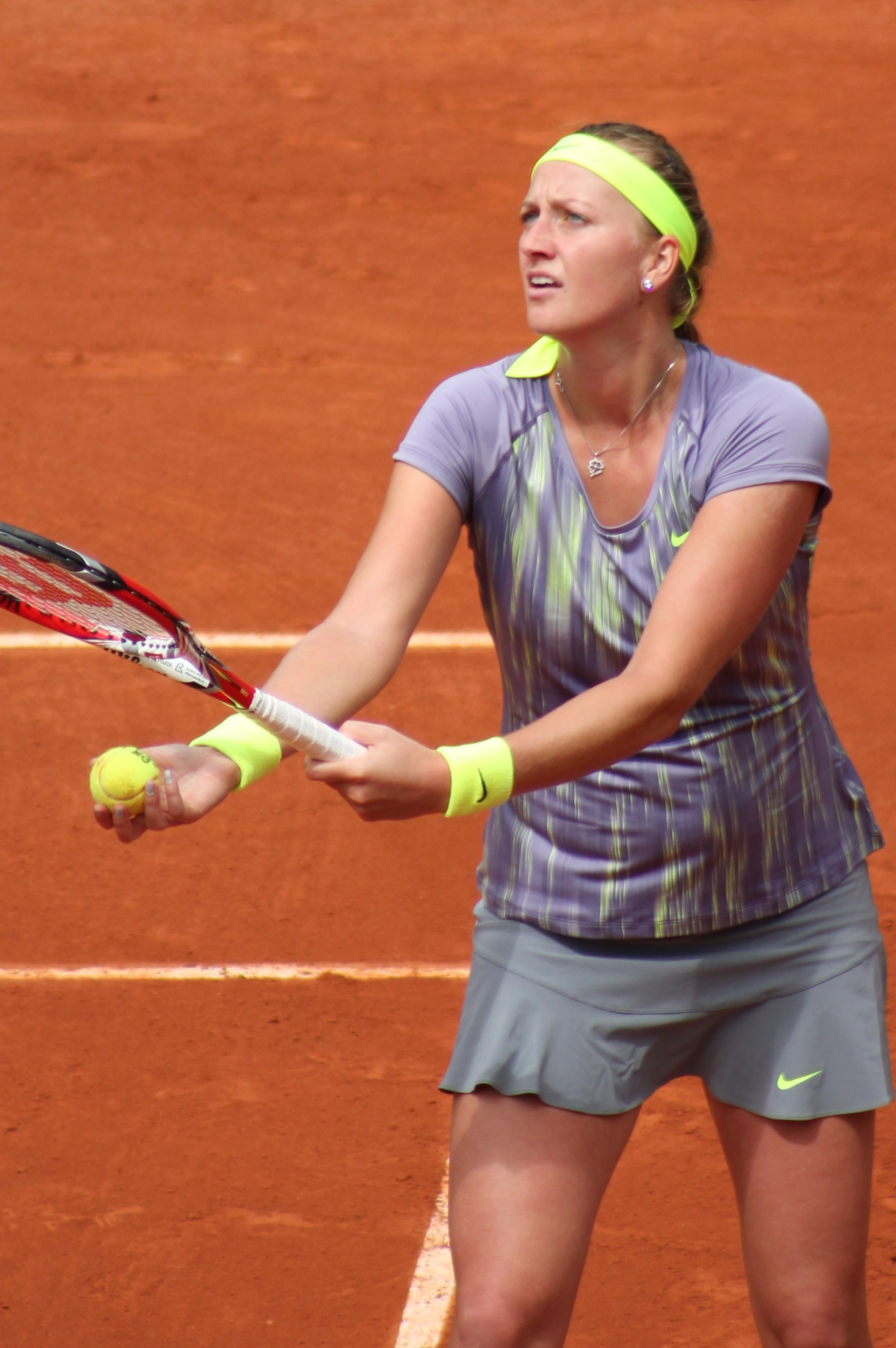
Petra Kvitová al Roland Garros 2013

A Roma  rischia di uscire già al secondo turno per mano di Sabine Lisicki. Nel terzo round affronta Stosur, contro la quale deve arrendersi per la prima volta in carriera. Gioca anche il Roland Garros in condizioni fisiche non perfette. Supera al primo turno la francese Rezai, al secondo turno se la cava meglio contro Shuai Peng, mentre al terzo subisce la talentuosa americana Jamie Hampton. Gioca in seguito a Eastbourne dove supera al primo match l'ostica Niculescu, ma nel secondo viene estromessa dalla discontinua Wickmayer. Al torneo di Wimbledon, dove era riuscita a trionfare nel 2011, ritorna a giocare i quarti di finale battendo Vandeweghe, Švedova, Ekaterina Makarova e Carla Suárez Navarro. In tale circostanza viene superata dalla belga Flipkens.
Ritorna a giocare al Southern California Open, dove viene sconfitta nei quarti di finale da Virginie Razzano dopo una lotta durata più di tre ore. Si presenta alla Rogers Cup come campionessa uscente, ma viene eliminata ancora nei quarti, questa volta da Cîrstea. A Cincinnati viene battuta da Wozniacki al terzo turno. La settimana prima dell'ultimo Slam stagionale, disputa il New Haven Open, dove difende il titolo sino alla finale in cui cede ad Halep. All'US Open esce a sorpresa al terzo turno contro la giovane americana Riske. Al Toray Pan Pacific Open ritorna a giocare un tennis brillante, che le permette di conquistare l'undicesimo titolo in carriera battendo in finale Kerber. Al China Open perde nella semifinale contro Janković anche a causa della stanchezza accumulata nelle ultime due settimane, dove ha quasi sempre giocato il suo match fino al terzo set. Con questi risultati si assicura la presenza al WTA Tour Championships. Qui, la ceca è nel girone insieme a Kerber, Radwanska e Williams. Riesce a qualificarsi per le semifinali battendo Kerber in tre set. Nel match per la finale viene sconfitta dalla cinese Na Li in due set.

### 2014: secondo titolo a Wimbledon
Inizia la stagione alla Hopman Cup, torneo esibizione riservato a squadre nazionali miste, insieme a Radek Štěpánek. Vince il match in singolare contro Cornet, ma perde nel match di doppio misto. La settimana seguente disputa il torneo di Sydney arrivando in semifinale dopo avere battuto McHale e Šafářová, ma cede a sorpresa alla tennista bulgara Pironkova. All'Australian Open esce al primo turno contro la thailandese Luksika Kumkhum. Avrebbe poi dovuto partecipare al torneo indoor di Parigi, come testa di serie numero 2, ma per problemi respiratori si è dovuta ritirare.

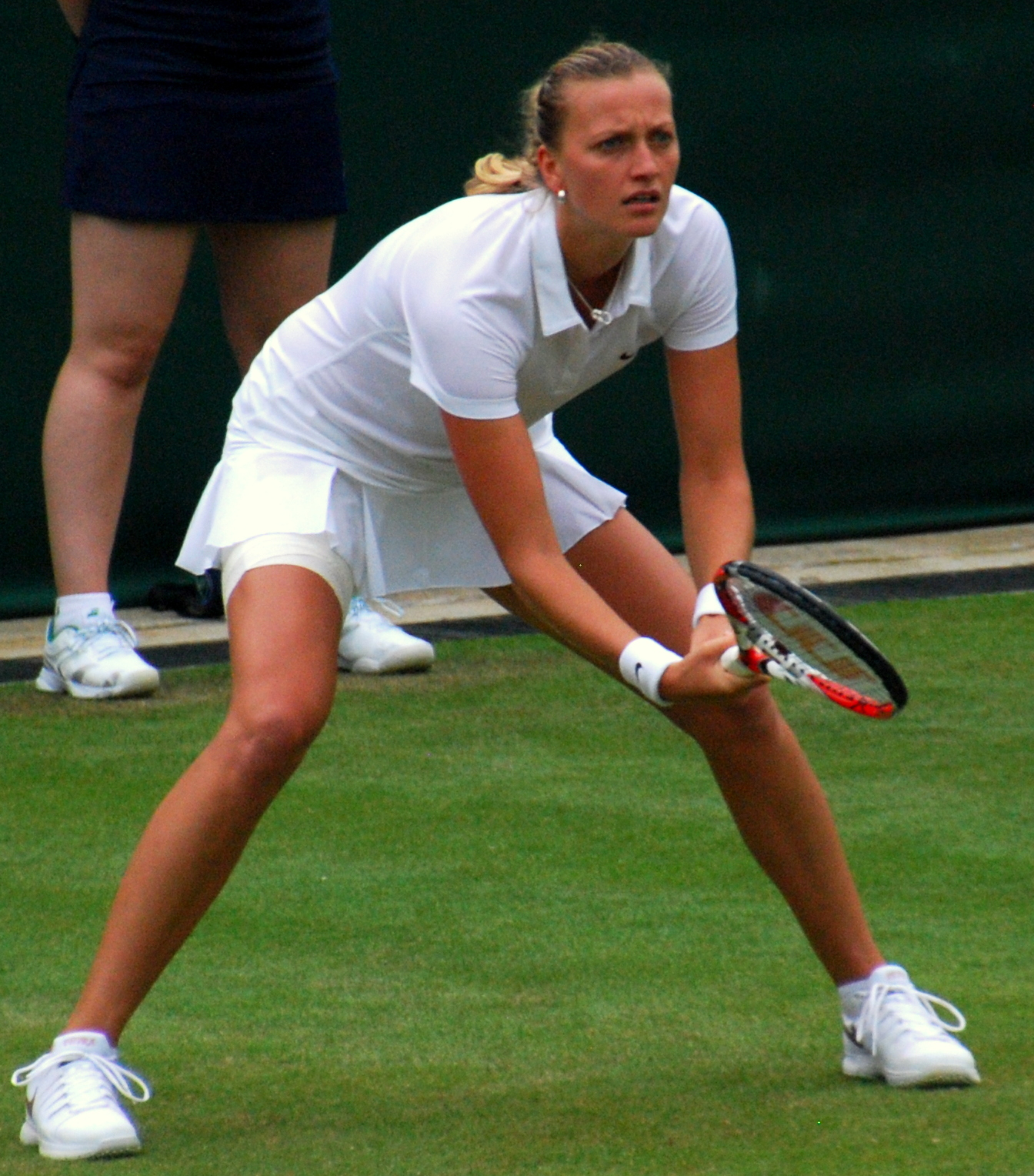
Petra Kvitová a Wimbledon nel 2014, edizione poi vinta

 Ad Indian Wells raggiunge il quarto turno, sconfitta da Cibulkova. A Miami si spinge fino ai quarti di finale, fermata da Sharapova. Inizia la stagione sulla terra al torneo di Stoccarda, dove viene eliminata all'esordio dalla russa Alisa Klejbanova. A Madrid raggiunge la semifinale, battuta dalla rumena Halep, dopo aver sconfitto nel corso del torneo, Cîrstea, Lepchenko, Šafářová e Serena Williams (per walkover). Agli Internazionali d'Italia, dopo avere usufruito di un bye al primo turno, viene sconfitta al secondo turno dalla cinese Zhang Shuai.
All'Open di Francia esce prematuramente al terzo turno, sconfitta da Svetlana Kuznecova in tre set, dopo avere battuto al primo turno la kazaka Zarina Dijas e al secondo la neozelandese Marina Eraković.
Sull'erba, dopo i quarti a Eastbourne, si presenta a Wimbledon da sesta testa di serie: dopo due comodi successi su Hlaváčková e Barthel, al terzo turno vince una dura sfida contro la cinque volte campionessa del torneo Venus Williams. Negli ottavi s'impone su Shuai Peng, approdando nei quarti dello slam londinese per il quinto anno di fila. Tra le ultime otto, si aggiudica il derby contro Strýcová; nella seguente semifinale supera Šafářová, accedendo così alla sua seconda finale a Wimbledon. Come successo nel 2011, anche in questo caso Kvitová riesce a vincere il match valevole per il titolo, dominando la giovane Eugenie Bouchard con il punteggio di 6–3, 6–0 in 55 minuti, in una delle finali slam più brevi della storia, perdendo solo sette punti sul suo servizio. Grazie al suo secondo titolo major, rientra in top-5, precisamente alla 4ª posizione mondiale.
Dopo il successo di Wimbledon, partecipa a due tornei WTA Premier 5, Montréal e Cincinnati, ma in entrambi viene eliminata prematuramente rispettivamente da Ekaterina Makarova ed Elina Svitolina. Riesce, però, ad aggiudicarsi il torneo di New Haven battendo in finale la slovacca Magdaléna Rybáriková. Nel corso di tutto il torneo non concede neanche un set, battendo in sequenza: Ekaterina Makarova, Záhlavová-Strýcová, e Stosur. Agli US Open ha la possibilità di diventare la nuova numero uno mondiale e viene inserita nel tabellone come testa di serie numero 3, ma viene clamorosamente eliminata al terzo turno dalla numero 145 del mondo Aleksandra Krunić.
In Asia riesce a conquistare il titolo a Wuhan, battendo in finale di nuovo la canadese Bouchard. In seguito a questo risultato si qualifica matematicamente al WTA Tour Champioshisps.
Successivamente partecipa al torneo di Pechino, dove disputa un'altra finale, in cui questa volta prevale la russa Sharapova che grazie al titolo vinto torna nº2 del mondo. Nonostante la finale raggiunta scende in quarta posizione scavalcata proprio dalla siberiana. Ai WTA Finals, è inserita nel gruppo bianco insieme a Sharapova, Wozniacki e Radwanska. Perde il primo match contro la Radwanska in due set, ma vince il secondo contro la russa. Per potere accedere in semifinale la ceca deve battere la già qualificata Wozniacki, ma non riesce a sconfiggerla. Chiude l'anno al numero 4 del mondo dietro a Simona Halep, Sharapova e Serena Williams. Poche settimane più tardi porta alla vittoria la Repubblica Ceca nella finale di Fed Cup contro la Germania, vincendo entrambi i suoi incontri in singolare (il primo contro Petkovic e il secondo contro Kerber).

### 2015: quarta Fed Cup

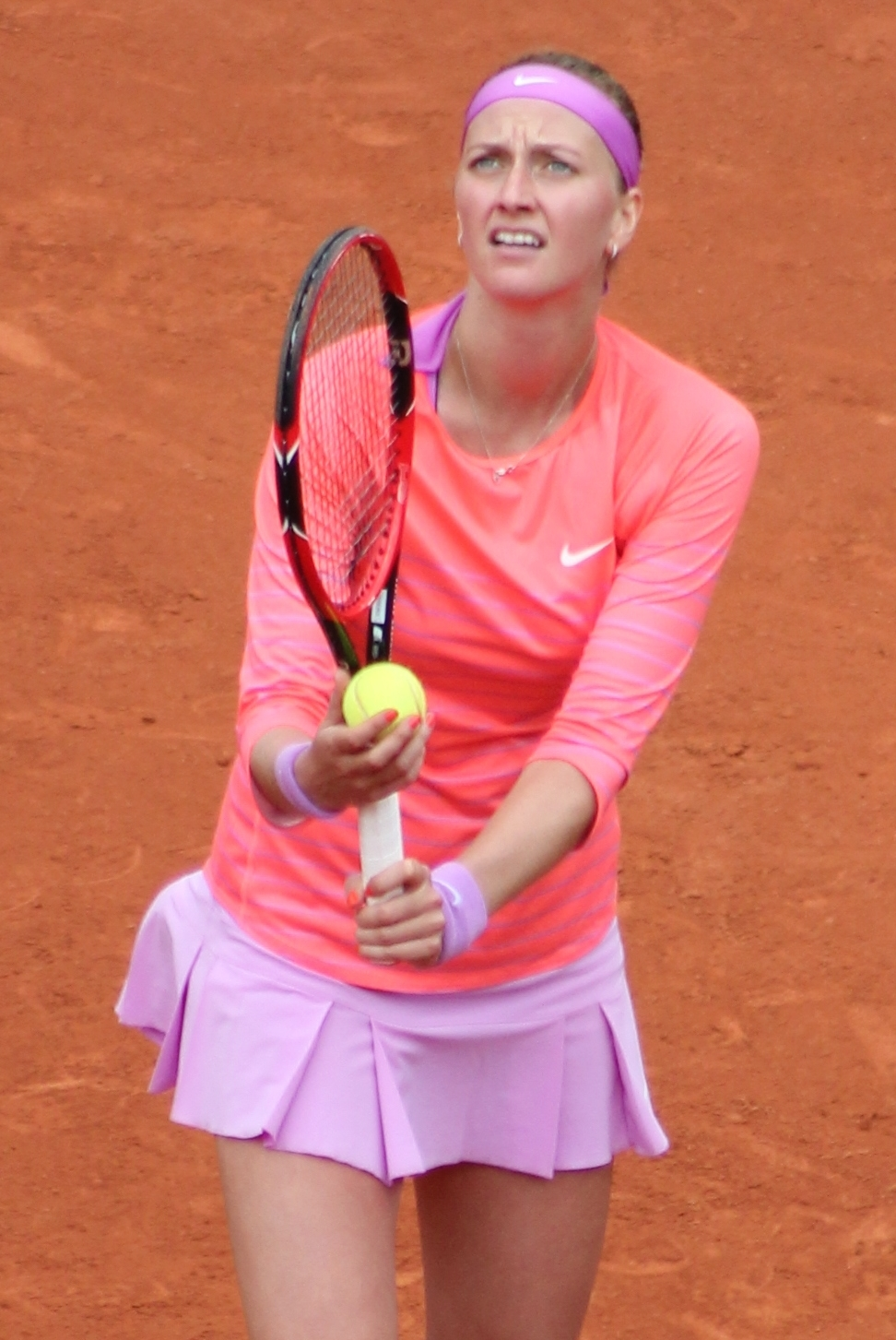
Petra Kvitová nel 2015

Comincia l'anno a Shenzhen. Al primo turno travolge Ying-Ying Duan, ma in semifinale si arrende a sorpresa all'elvetica Timea Bacsinszky. Dopo questo risultato vince il torneo di Sydney battendo in finale la connazionale Karolína Plíšková. Giunge così agli Australian Open dove al terzo turno viene però superata da Madison Keys. A Dubai esce al terzo turno contro Carla Suárez Navarro, dopo tre set combattuti. A Doha, dopo il bye, approfitta del ritiro di Janković, prima di venire sconfitta ancora una volta dalla spagnola Suarez Navarro. Decide poi di prendersi un periodo di pausa, saltando Indian Wells e Miami. Riprende a giocare in Fed Cup, dove vince i suoi due singolari che portano la Repubblica Ceca in finale. Partecipa poi al torneo di Stoccarda dove viene eliminata al secondo turno. Vince poi il secondo torneo dell'anno, al Mutua Madrid Open, sconfiggendo fra le altre Coco Vandeweghe, Pavljučenkova Serena Williams,e in finale Kuznecova.
Arriva a Roma forte del titolo conquistato a Madrid, ma già trova molte difficoltà all'esordio, dove recupera da 2–5 nel set decisivo contro la tennista di casa Karin Knapp. La sua corsa si arresta sempre per mano di Suárez Navarro, che la batte in due facili set. Al Roland Garros ottiene gli ottavi di finale, sconfitta in tre set dall'elvetica Bacsinszky. Nonostante il risultato poco convincente in terra parigina, grazie alle uscite di Halep al primo turno e Sharapova al quarto turno, torna a eguagliare il suo best ranking (numero 2).
Si presenta a Wimbledon da campionessa uscente. Nei primi due turni ottiene due facili vittorie, ma, arrivata al terzo, viene battuta in rimonta dall'ex numero uno Janković. Dopo Wimbledon le viene diagnosticata la mononucleosi. Nonostante la malattia, partecipa ai due Premier 5 di Toronto e Cincinnati, dove perde in entrambe le occasioni al secondo turno rispettivamente da Azaranka e Caroline Garcia. Torna in gran forma a New Heaven, dove vince il terzo torneo dell'anno battendo in finale Lucie Šafářová. Agli US Open 2015 viene eliminata ai quarti dalla futura vincitrice del torneo Flavia Pennetta. A Wuhan, dove deteneva il titolo, invece, è Roberta Vinci a estrometterla al terzo turno. Al Premier Mandatory di Pechino, dove era finalista uscente, viene eliminata già al primo turno da Errani. Il 14 ottobre si qualifica matematicamente per i WTA Finals 2015 di Singapore. Qui giunge nella fase finale finale nonostante abbia subito due sconfitte nel round robin. In semifinale sconfigge Šarapova, ma viene sconfitta in finale da Radwańska.
Chiude l'anno partecipando alla finale di Fed Cup contro la Russia. Vince contro Pavljučenkova, ma perde contro Sharapova. La Repubblica Ceca riesce ugualmente a conquistare la Fed Cup grazie alla vittoria in doppio del duo Plíšková / Strýcová contro Pavlyuchenkova / Vesnina e alla vittoria di Karolína Plíšková contro Pavlyuchenkova.
Chiude l'anno da numero 5 al mondo.

### 2016: bronzo olimpico e aggressione domestica
L'anno della ceca comincia con due ritiri ai primi turni a Shenzhen e Sydney. Delude nel primo Slam stagionale dove, dopo essersi rifatta su Luksika Kumkhum nel rematch di due anni prima, viene sconfitta al secondo turno da Dar'ja Gavrilova. Dopo la parentesi australiana si separa dopo sette anni dal suo storico coach David Kotyza. In Fed Cup contro la Romania, conferma il suo carente stato di forma, perdendo i suoi due singoli contro Monica Niculescu e Simona Halep, ma la Repubblica Ceca riesce comunque ad approdare alle semifinali. A Dubai, perde al secondo turno. A Doha batte Barbora Strýcová prima di arrendersi alla futura finalista del torneo, la diciottenne Jeļena Ostapenko, che si impone per 5–7, 6–2, 6–1. Ad Indian Wells esordisce con i brividi, costretta al tie-break del terzo set da Danka Kovinić; dopodiché, è costretta ad un'altra prova di forza contro Johanna Larsson. Ai quarti viene eliminata per mano di Agnieszka Radwańska in due set. Al successivo torneo di Miami esce al secondo turno contro Ekaterina Makarova.
Inizia la stagione sulla terra rossa a Stoccarda, dove raggiunge la semifinale, sconfiggendo ai quarti Garbiñe Muguruza, ma perde dalla futura vincitrice del torneo Angelique Kerber. Arriva a Madrid da campionessa in carica, ma cede di nuovo dopo Melbourne contro Gavrilova. A Roma ottiene un risultato peggiore, perdendo al secondo turno da Madison Keys. Al Roland Garros ritrova dopo Indian Wells di nuovo Kovinić al primo turno di cui riesce ad aver ragione dopo più di due ore di gioco, supera Su-wei Hsieh al secondo turno, ma esce al terzo contro l'americana Shelby Rogers.
La stagione sull'erba non le porta i risultati sperati: a Birmingham dopo avere estromesso la connazionale Lucie Šafářová esce al secondo turno per mano di Ostapenko. A Eastbourne si impone su Tímea Babos, ma al terzo turno è costretta alla resa contro la padrona di casa Johanna Konta. A Wimbledon, dopo un esordio semplice contro Cîrstea viene superata al secondo turno dalla russa Ekaterina Makarova.

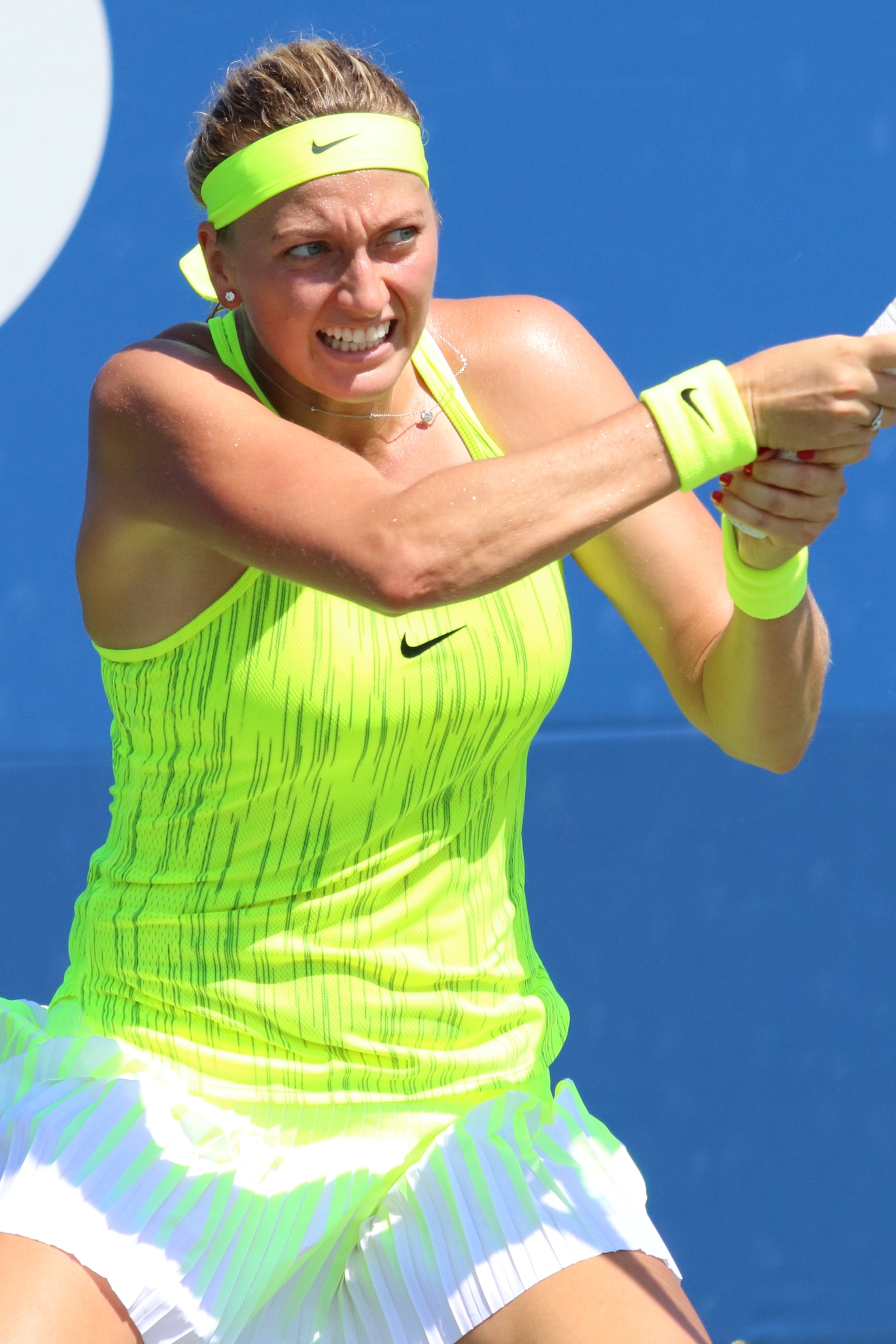
Petra Kvitová agli US Open 2016

La ceca si sposta quindi sul cemento americano, alla Rogers Cup di Montreal. Nei primi due turni elimina agevolmente Magda Linette  e Andrea Petković, ma al terzo turno viene sconfitta dalla russa Svetlana Kuznecova. Si presenta in seguito al torneo femminile delle Olimpiadi di Rio de Janeiro. Vince nettamente su Babos e Wozniacki. Agli ottavi si prende la rivincita su Makarova. Nei quarti prevale su Elina Svitolina, entrando in zona medaglie. Nella semifinale viene tuttavia sconfitta da Mónica Puig in tre set. Questo insuccesso manda Kvitová alla finale per il bronzo dove batte l'americana Madison Keys, conquistando il bronzo e dunque la prima medaglia olimpica della sua carriera.
Dopo l'exploit olimpico fa tappa a New Haven, dove difende il titolo. All'esordio rimonta un set di svantaggio alla tennista locale, Louisa Chirico, per poi imporsi agevolmente su Eugenie Bouchard ed Ekaterina Makarova. In semifinale viene eliminata dalla prima testa di serie Agnieszka Radwańska. Kvitová si reca poi agli US Open, dove esordisce estromettendo Ostapenko. Al secondo turno supera la turca Çağla Büyükakçay. Al terzo batte nuovamente Svitolina mentre agli ottavi perde per mano della tedesca Angelique Kerber, poi futura vincitrice dello Slam.
Al Toray Pan Pacific Open viene estromessa al secondo turno dalla campionessa olimpica di Rio, Mónica Puig. La sua stagione prosegue al Wuhan Open. Qui, al primo turno sconfigge nuovamente Ostapenko in due set, mentre al secondo liquida in poco più di un'ora l'ucraina Svitolina. Al terzo turno batte al terzo set la numero uno del mondo Kerber in 3 ore e 22 minuti, in una memorabile partita. Nei quarti di finale supera Konta. In semifinale riesce ad estromettere la numero 5 del mondo, Simona Halep. Accede così alla prima finale dell'anno, dove sfida la slovacca Dominika Cibulková su cui prevale con uno schiacciante doppio 6–1, vincendo il primo titolo dell'anno, il diciottesimo della carriera e il secondo a Wuhan.
Successivamente, perde ai quarti di finale a Pechino contro Madison Keys. Questa sconfitta le fa mancare la qualificazione per le WTA Finals 2016 di Singapore. Partecipa al torneo International di Lussemburgo dove perde nettamente in finale da Monica Niculescu. Vince le WTA Elite Trophy battendo in successione Roberta Vinci e Strýcová nel girone, Shuai Zhang in semifinale e in finale Svitolina conquistando così il suo diciannovesimo titolo in carriera.
Nel dicembre del 2016 Kvitová viene aggredita all'interno della sua abitazione a Prostějov, in Repubblica Ceca, da un rapinatore. A seguito di un accoltellamento, subisce delle lesioni ai tendini della mano sinistra, la mano con cui gioca; viene sottoposta a un delicato intervento chirurgico che la ferma per 6 mesi.

### 2017: ritorno in campo

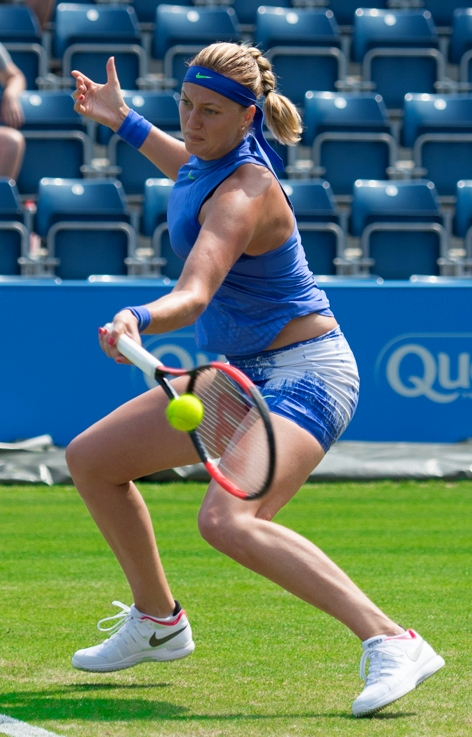
Petra Kvitová nel 2017

Annuncia inizialmente il suo rientro per Wimbledon. A fine maggio dichiara invece che prenderà parte al Roland Garros, torna in campo nella prima giornata, battendo Julia Boserup. Al secondo turno viene sconfitta da Bethanie Mattek-Sands, ma si dice ugualmente soddisfatta per il suo rientro. Riceve una wild card per il torneo di Birmingham, dove nei quarti batte Kristina Mladenovic, mentre in semifinale approfitta del ritiro di Lucie Šafářová sul punteggio di 6–1, 1–0 in suo favore. Raggiunge quindi la sua ventisettesima finale in carriera, dove affronta e supera Ashleigh Barty. Conquista così il suo ventesimo titolo, al secondo torneo dal ritorno in campo.
Si ritira quindi dal torneo di Eastbourne in vista di Wimbledon. Delude le aspettative al terzo Slam stagionale venendo estromessa al secondo turno. Durante le US Open Series Kvitová raggiunge i quarti a Stamford, ma a Toronto, Cincinnati e New Haven viene eliminata nei turni di apertura da Sloane Stephens nei primi due tornei e da Shuai Zhang nel terzo. All'US Open raggiunge i quarti di finale eliminando l'ex numero 1 del mondo Jelena Janković, la francese Alizé Cornet, Caroline Garcia e la numero 3 Garbiñe Muguruza. Ai quarti combatte per tre set con Venus Williams, cedendo solo al tie-break finale.
Kvitová inizia lo swing asiatico a Wuhan, dove era la detentrice del titolo, affrontando la tennista locale Peng Shuai al primo ostacolo, in una combattutissima partita persa per 6(7)–7, 7–6(5), 6(3)–7 in tre ore e 34 minuti. La partita è la più lunga della carriera di Kvitová. Al China Open supera la ceca Kristýna Plíšková e l'americana Varvara Lepchenko per raggiungere gli ottavi, dove elimina la quinta favorita del seeding Wozniacki. Batte poi Strýcová per raggiungere la semifinale, dove la futura campionessa Caroline Garcia ferma la sua corsa. Per Kvitová è stata la prima volta dal 2010 in cui non vince un titolo Premier Mandatory o Premier 5 durante una stagione. Perde poi nel primo turno di Tianjin da Zhu Lin in tre set. Come risultato per non essersi qualificata al WTA Elite Trophy, dove difendeva i punti guadagnati con la vittoria dell'anno precedente, fuoriesce per la prima volta da gennaio 2011 dalle prime 20 del mondo. Chiude l'anno alla posizione numero 29.

### 2018: cinque titoli stagionali, ritorno in top 5 e sesta Fed Cup
Inizia la stagione al torneo di Sydney, dove rimedia una sconfitta al secondo turno dall'italiana Camila Giorgi. Delude anche agli Australian Open, estromessa al primo turno da Andrea Petković. Ritrova la forma a San Pietroburgo, dove batte sul suo cammino Elena Vesnina Irina Begu, Jeļena Ostapenko e Julia Görges. In finale domina Kristina Mladenovic a cui lascia appena tre giochi. Successivamente riporta due preziose vittorie in Fed Cup contro le svizzere Viktorija Golubic e Belinda Bencic. Conferma il suo ottimo stato di forma vincendo il Premier 5 di Doha effettuando ben tre successi su top 10, Svitolina, Muguruza e la numero 1 del mondo, Wozniacki. Tali risultati la riportano in top 10 dopo quasi due anni di assenza.

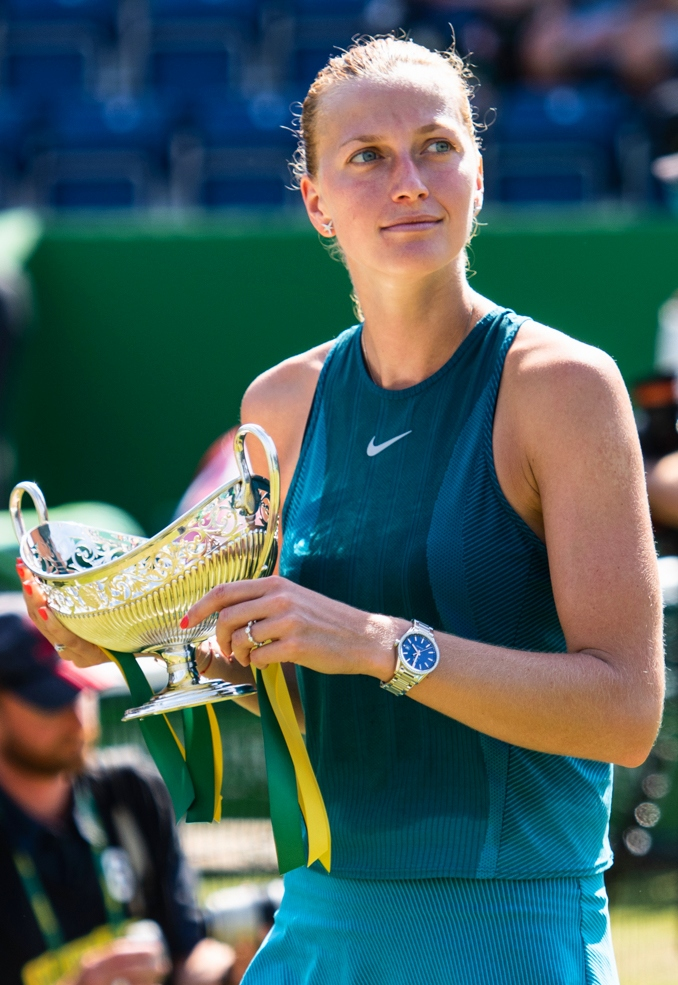
Petra Kvitová con il trofeo vinto a Birmingham nel 2018

Sono tuttavia sottotono le sue prestazioni nei Premier Mandatory di Indian Wells e Miami dove viene eliminata rispettivamente dalla 16enne Amanda Anisimova e dalla lettone Jeļena Ostapenko. Inizia la stagione sulla terra rossa con la sconfitta patita a Charleston contro la ceca Kristýna Plíšková, interrompendo così la striscia di 24 vittorie consecutive contro giocatrici ceche. Dopo altri due successi in Fed Cup contro le tedesche Julia Görges e Kerber quest'ultima si vendica al primo turno del torneo di Stoccarda. Kvitova vince poi agevolmente a Praga, il primo torneo in terra natìa in carriera. Vince poi anche il prestigioso Premier Mandatory di Madrid sconfiggendo in una combattuta finale l'olandese e specialista su terra, Kiki Bertens. Con questo successo, si porta a ben quattro trofei vinti nel corso dell'anno. Conclude la stagione sul rosso uscendo al terzo turno del Roland Garros contro Anett Kontaveit.
A Birmingham arriva il quinto trionfo stagionale battendo in finale la slovacca Magdaléna Rybáriková e inaugurando al meglio la breve stagione su erba. Dopo un ritiro precauzionale da Eastbourne, Kvitová si presenta alla vigilia di Wimbledon come la favorita principale. Tuttavia è protagonista di una delle più grandi sorprese del torneo, quando viene sconfitta al primo incontro da Aljaksandra Sasnovič. Nel torneo di Toronto sorpassa Anett Kontaveit, ma non può fare niente contro Bertens. Raggiunge la semifinale a Cincinnati, dove viene rimontata nuovamente dall'olandese. In seguito, nel torneo del Connecticut, è costretta al ritiro dopo avere perso il primo set per 3–6 nei quarti di finale contro Carla Suárez Navarro. Disputa l'ultimo Slam stagionale, l'US Open, in cui si arrende nel terzo turno ad Aryna Sabalenka. Non va oltre il secondo turno a Wuhan sconfitta in rimonta da Anastasija Pavljučenkova. Non fa meglio a Pechino, dove viene estromessa nettamente all'esordio da Gavrilova.
I punti ottenuti nel corso della stagione le consentono di partecipare al Masters di fine anno. Tuttavia non riesce a vincere nemmeno una partita perdendo contro Svitolina, Wozniacki e Karolína Plíšková.

### 2019: due titoli WTA e terza finale Slam

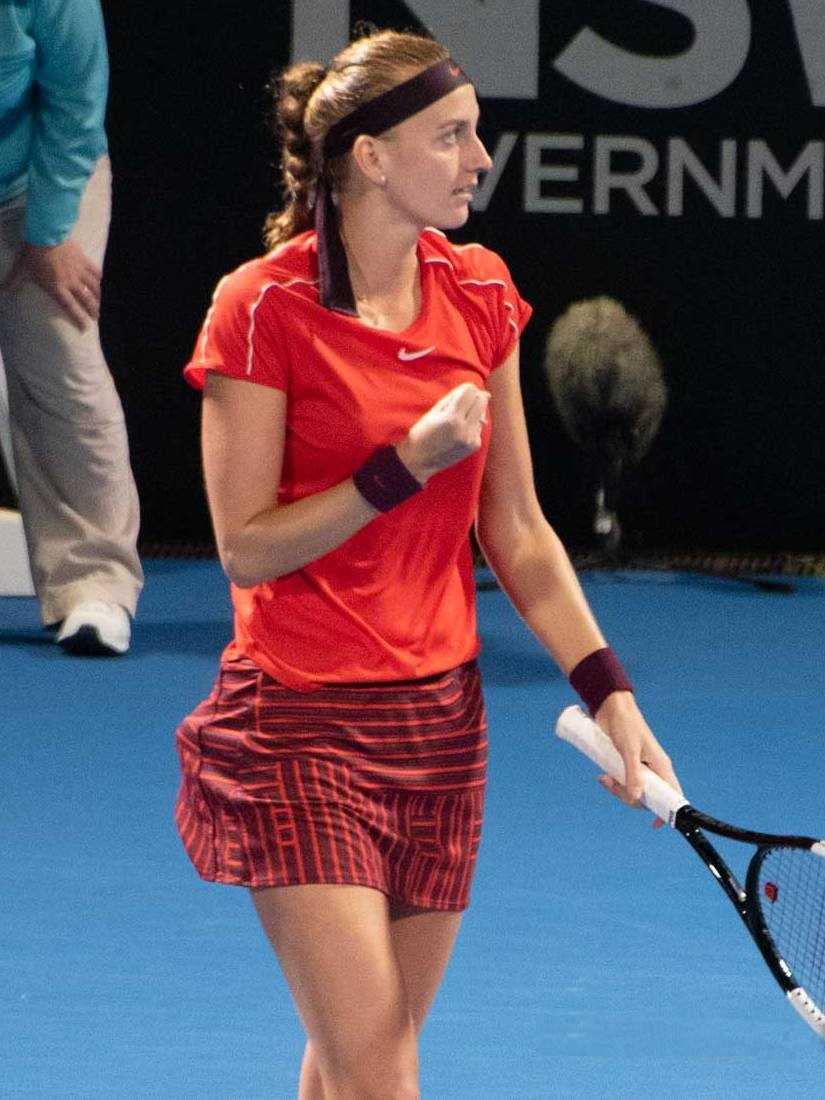
Petra Kvitová a Sydney nel 2019

L'anno inizia nel migliore dei modi per Kvitová, che si aggiudica il primo titolo stagionale a Sydney battendo in finale Ashleigh Barty. Nel corso del torneo estromette: Sabalenka, Hsieh, Kerber, numero due al mondo, e nel rematch di Wimbledon dello scorso anno, la bielorussa Sasnovič. Raggiunge subito dopo la terza finale Slam in carriera a distanza di cinque anni dall'ultima agli Australian Open. Non lascia nemmeno un set alle avversarie fino alla finale, eliminando con facilità Rybáriková, Irina-Camelia Begu, Belinda Bencic, Anisimova, Barty e Danielle Collins, la sorpresa del torneo. Il 26 gennaio sfida Naomi Ōsaka per il titolo e per la prima posizione del ranking, ma viene sconfitta perdendo così la possibilità di salire in vetta per la prima volta in carriera. La tennista ceca ritorna alla seconda posizione della classifica dopo otto anni. Inoltre si tratta della prima finale persa dal 2016. Torna in campo a San Pietroburgo dove difendeva il titolo, ma dopo avere superato Viktoryja Azaranka in due set, viene sconfitta da Donna Vekić nei quarti di finale. Scende così alla posizione numero 4 WTA. Salta poi il torneo di Doha e torna in campo a Dubai raggiungendo la terza finale stagione, in cui viene sconfitta da Bencic. Sul cemento americano di Indian Wells viene eliminata all'esordio da Venus Williams in tre set, mentre a Miami raggiunge i quarti, sconfitta in tre set dalla futura vincitrice Barty.
Inizia la stagione su terra battuta a Stoccarda, dove elimina in sequenza Greet Minnen, Anastasija Sevastova e Bertens raggiungendo così la sua quarta finale stagione. Nell'incontro per il titolo supera Anett Kontaveit. Questo successo le consente di ritornare al numero 2 della classifica. Non riesce poi a difendere il titolo conquistato l'anno precedente a Madrid, dopo avere sconfitto Sofia Kenin, Kristina Mladenovic e Caroline Garcia, senza perdere set. Viene sconfitta nei quarti di finale da Bertens. Torna a giocare a Roma dopo due anni di assenza e dopo aver superato Julija Putinceva, si ritira contro Maria Sakkarī. Stesso destino anche al Roland Garros, a causa di uno stiramento. Non riesce a recuperare nemmeno per il torneo di Birmingham, di cui era detentrice degli ultimi due anni. Torna in campo a Wimbledon dove il braccio dolorante non le permette di andare oltre gli ottavi di finale, sconfitta dalla giocatrice di casa Johanna Konta. L'infortunio condiziona pesantemente anche la stagione sul cemento nordamericano in cui gioca solamente a Cincinnati e agli US Open rimediando due precoci sconfitte contro Sakkarī e Petković. Sul finire di settembre mostra buoni segnali di ripresa al Premier 5 di Wuhan dove raggiunge le semifinali superando Polona Hercog, Sloane Stephens e Dajana Jastrems'ka senza perdere alcun set, per poi essere sconfitta da Alison Riske. La settimana seguente a Pechino, raggiunge i quarti di finale superando Mladenovic e Bencic. Nei quarti viene rimontata dalla numero uno del mondo Barty.
Alle WTA Finals viene inserita nel Gruppo Rosso con Barty, Ōsaka e Bencic. Perde tutte e tre le partite disputate del round robin, Termina l'anno alla posizione 7° posizione del ranking.

### 2020: seconda semifinale al Roland Garros
Apre la stagione con una semifinale nel torneo di Brisbane, dove viene fermata in rimonta dall'americana Madison Keys. Annulla la sua partecipazione ad Adelaide, nuovo torneo di categoria Premier. Successivamente si presenta agli Australian Open in qualità di finalista della scorsa edizione; riesce a imporsi su: Kateřina Siniaková, Paula Badosa, Ekaterina Aleksandrova e Maria Sakkarī. Tuttavia non può nulla contro la numero uno del mondo, Barty, la quale passa al turno successivo dopo una vittoria in due parziali. A fine torneo la ceca si trova fuori dalla Top 10. Si presenta a San Pietroburgo come terza testa di serie, riuscendo a eliminare con qualche difficoltà Alison Van Uytvanck; per poi ritirarsi senza scendere in campo nei quarti di finale contro Aleksandrova. Nonostante ciò trova la finale nel successivo torneo di Doha in seguito alle vittorie su: Carla Suárez Navarro, Jeļena Ostapenko, Ons Jabeur e si vendica su Barty. Tuttavia, nella finale cede facilmente ad Aryna Sabalenka.
Successivamente scoppia in tutto il mondo la pandemia di COVID-19 causando la cancellazione o il rinvio dei tornei della stagione fino a settembre: tra questi anche gli Slam di Parigi e Wimbledon (torneo non disputato solamente nel corso delle due Guerre Mondiali) e le Olimpiadi di Tokyo, posticipate al 2021. Per quanto riguarda la classifica, la WTA decide di congelare le posizioni delle tenniste al 9 marzo 2020.
Scende in campo al Cincinnati Masters, che solo per questa edizione si disputa sui campi dell'US Open. Qui viene rimontata dalla connazionale Marie Bouzková. In seguito prende parte allo Slam newyorkese, dove raggiunge gli ottavi di finale grazie alle vittorie in due parziali su Begu, Kateryna Kozlova e Jessica Pegula. Successivamente perde a sorpresa il braccio di ferro contro Shelby Rogers, numero 93 del mondo.
Partecipa al Roland Garros, giocato eccezionalmente in autunno. Esordisce contro la francese Océane Dodin,  Al secondo turno si impone su Jasmine Paolini, mentre al terzo turno batte la giovane canadese Leylah Fernandez, campionessa juniores a Parigi nel 2018. Al quarto turno elimina la cinese Shuai Zhang, approdando ai quarti di finale dove affronta la tedesca Laura Siegemund: Kvitová ha la meglio sulla tedesca e questo risultato le consente di accedere alla semifinale senza cedere un set, eguagliando il suo miglior risultato qui ottenuto nel 2012. Ciò le permette anche di rientrare virtualmente nella Top 10, precisamente all'ottavo posto, superando Bencic, Serena Williams e Bertens in graduatoria. In semifinale l'aspetta Sofia Kenin, fresca della vittoria all'Australian Open, contro cui perde in due parziali.
Chiude l'anno al n°8 del mondo; non avendo ottenuto nessun titolo (ma solo una finale) interrompe a nove la serie consecutiva di anni in cui è riuscita a vincere almeno un titolo in stagione (2011-2019).

### 2021: 28º titolo WTA
La ceca comincia l'anno allo Yarra Valley Classic, dove al secondo turno vince contro Venus Williams. Agli ottavi la sua avventura si ferma dinnanzi all'argentina Podoroska. Agli Australian Open, dopo essersi imposta con facilità su Greet Minnen, esce al secondo turno contro la romena Cirstea, che ha la meglio in tre set. A fine torneo scivola alla decima posizione della classifica mondiale.
In cerca di riscatto, vola in medio oriente per il WTA 500 di Doha. Si sbarazza di Anastasija Pavljučenkova, vincendo poi il braccio di ferro contro Anett Kontaveit. In semifinale supera la sorpresa del torneo Pegula e in finale travolge Garbiñe Muguruza, nel primo scontro tra le due dopo la finale giocata proprio qui nel 2018, conquistando così il 28º titolo a livello WTA dopo quasi due anni di digiuno.
Prende parte al torneo di Dubai, dove si ritira nel secondo turno contro Jil Teichmann sul punteggio di 2–6 4–3 in favore all'elvetica. In seguito, a Miami si impone agilmente su Alizé Cornet e Johanna Konta, prima di subire una sconfitta in rimonta inflittale da Elina Svitolina nel quarto turno.
A Charleston, la ceca si presenta per dare inizio alla parte di stagione su terra: all'esordio, elimina l'australiana, esperta doppista, Storm Sanders in due set mentre, nel round successivo, cede alla montenegrina Danka Kovinić (poi finalista), che già in passato le aveva fatto soffrire il proprio gioco. A Stoccarda batte la statunitense Brady e la greca Sakkarī prima di perdere nuovamente da Svitolina in rimonta. A Madrid raggiunge i quarti di finale, sconfiggendo la connazionale Bouzková, l'ex numero 1 del mondo Kerber e Veronika Kudermetova. Tra le ultime otto, la ceca si ferma dinanzi a Barty, che la batte in tre set portando sul 5-5 il computo degli scontri diretti tra le due. A Roma esce al secondo turno contro Vera Zvonarëva. Al Roland Garros, vince in rimonta su Greet Minnen; la sua avventura però termina anche qui al secondo turno, in quanto non scende in campo contro la rientrante Elena Vesnina a causa di un infortunio alla caviglia rimediato nell'incontro con la stampa.
Per dare avvio alla stagione su erba, la ceca si presenta al nuovo torneo di Bad Homburg, dove è prima testa di serie: giunge fino in semifinale dove ritrova Kerber, già sconfitta nel 2021 a Madrid: a differenza di quanto successo in Spagna, questa volta la tedesca riesce a imporsi. A Wimbledon delude le aspettative venendo sconfitta all'esordio da Sloane Stephens.
Disputa poi il torneo olimpico di Tokyo, dove rappresenta la Repubblica Ceca come decima testa di serie nel torneo di singolare: dopo un comodo successo su Paolini, viene estromessa dalla belga Van Uytvanck, che si impone in rimonta. In seguito si presenta nel torneo di casa di Praga, dove è testa di serie n°1: sorprendentemente, cede all'esordio alla qualificata Sramková in tre set. A Montréal, batte Fiona Ferro mentre, al secondo turno, viene eliminata dalla futura campionessa Giorgi. A Cincinnati, la ceca raggiunge i quarti di finale, imponendosi su Keys, Kudermetova e Jabeur senza perdere alcun set; tra le ultime otto, ma è costretta al ritiro nel corso del secondo set della sfida contro Kerber. Agli US Open, non riesce a difendere gli ottavi colti nel 2020, perdendo al terzo turno contro la futura semifinalista Sakkarī.
A Ostrava sconfigge Potapova in tre parziali e poi Teichmann. Approda così alla terza semifinale annuale, dove trova l'estone Kontaveit che la sconfigge.
Chiude l'anno a Indian Wells, dove perde dalla futura finalista Azarenka al secondo turno. A livello di ranking, termina al n°17 del mondo.

### 2022: 29º titolo WTA
La ceca inizia l'anno con una sconfitta all'esordio ad Adelaide contro la padrona di casa, Priscilla Hon. A Sydney batte in rimonta Arantxa Rus prima di cedere a Ons Jabeur. Delude le aspettative all'Australian Open, dove perde al primo turno contro Sorana Cîrstea. A San Pietroburgo viene estromessa al secondo round da Begu. A Dubai elimina Giorgi e poi supera la n°2 del mondo Sabalenka, tornando a vincere contro una top-10 a due anni esatti dall'ultima volta (Dubai 2020). Nei quarti, la ceca si arrende a Jeļena Ostapenko al termine di una lunga battaglia. A Doha, Kvitová si prende la rivincita su Begu per poi ritirarsi nel match contro Elise Mertens  a causa di un problema al polso. A Indian Wells, dopo un successo in rimonta su Sasnovič, cede nettamente a Sakkarī. A Miami, dopo il bye, elimina Clara Burel e Lauren Davis, centrando gli ottavi in Florida per la quarta edizione consecutiva. Nella circostanza batte Kudermetova, recuperando da uno svantaggio di 0–4 e 0–40 nel secondo parziale. Qui trova colei che diventerà la nuova n°1 del mondo, Iga Świątek a cui la ceca si arrende con un doppio 3–6. Sulla terra raccoglie solo un successo (al Roland Garros contro Bondár) in cinque match disputati tra Charleston, Madrid, Stoccarda e Parigi.
Inizia la parentesi sull'erba a Birmingham, dove incassa una sconfitta all'esordio contro Beatriz Haddad Maia, che poi vincerà il trofeo. Prende poi parte al WTA 500 di Eastbourne, dove estromette la croata Vekić e poi la britannica Boulter in rimonta. Nei quarti supera un'altra britannica, Harriet Dart. Nella semifinale a ceca si prende la rivincita su Haddad Maia, e nell'incontro valido per il titolo si impone su Jeļena Ostapenko tornando a vincere sul circuito dopo più di un anno; per Kvitová è il 29º titolo WTA. Prende parte alla stagione sull'erba a Wimbledon: dopo due successi su Paolini e Bogdan,esce sconfitta da Paula Badosa in due set lottati.
Dopo un primo turno a Toronto, prende parte al torneo di Cincinnati dove batte in rimonta Teichmann poi Cirstea, e Jabeur al terzo turno. Ai quarti supera Tomljanović. Nella semifinale si impone su Keys al terzo, tornando in una finale di livello WTA 1000 dal 2020 in cui la ceca si arrende a Caroline Garcia. Allo US Open, raggiunge gli ottavi di finale con i successi su Ėrika Andreeva, Kalinina (per walkover) e Muguruza; tra le ultime 16, cede a Pegula in due set.
Nel torneo casalingo di Ostrava perde al terzo turno da Rybakina. Chiude la stagione con una sconfitta al secondo round da Bianca Andreescu a Guadalajara. Termina l'anno al n°16 della classifica.

### 2023: titoli a Miami e Berlino e ritorno in top-10

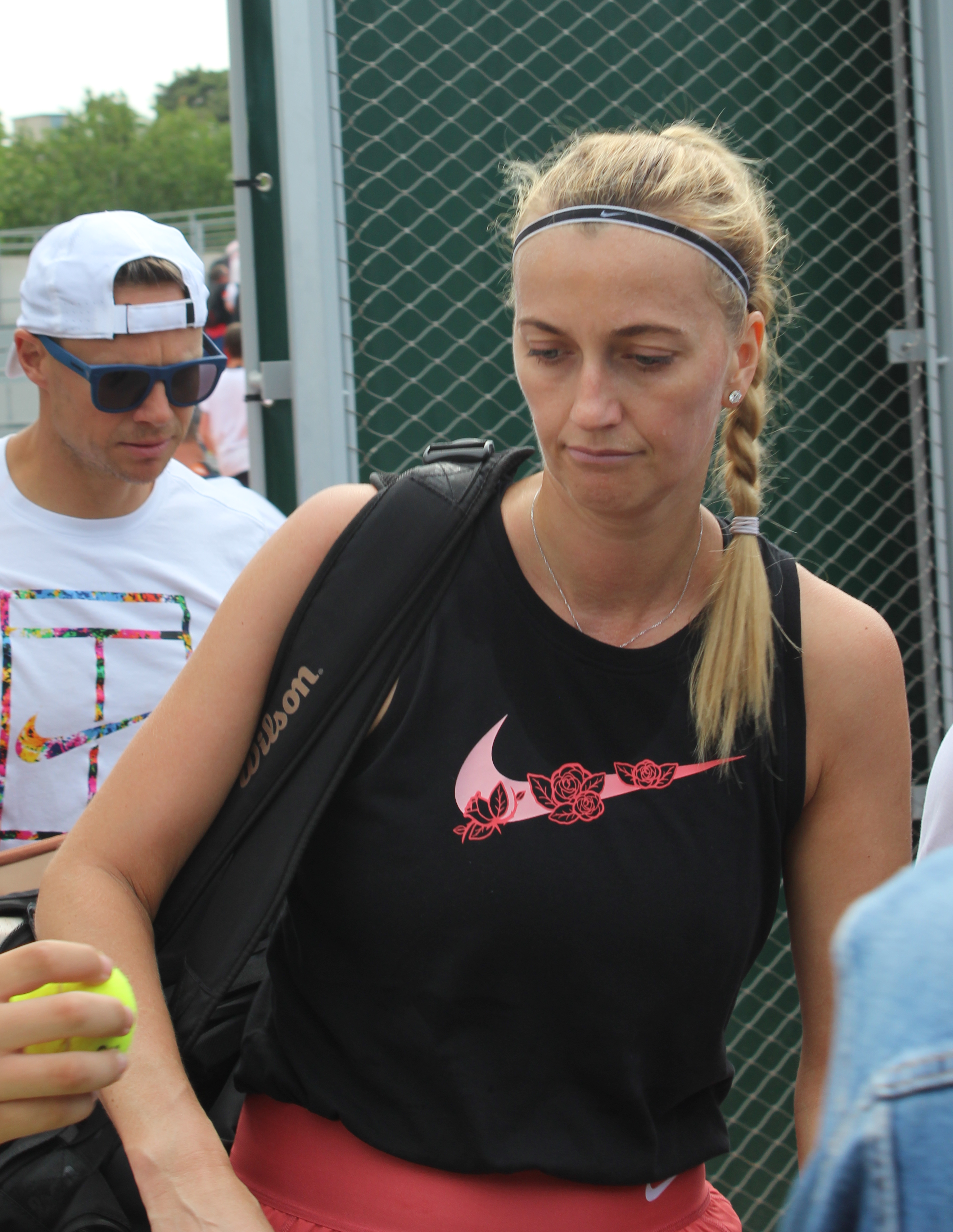
Kvitova nel 2023

Dopo due vittorie nella United Cup che non hanno evitato alla Repubblica Ceca l'eliminazione nel round robin, partecipa al WTA di Adelaide, dove si ferma ai quarti contro Kasatkina. All'Australian Open, si fa sorprendere al secondo turno dall'ucraina Kalinina. A Doha esce al secondo round contro Gauff; a Dubai, vince nettamente su Trevisan e Putintseva; agli ottavi, perde dalla futura campionessa Krejčíková.
Successivamente, prende parte al BNP Paribas Open di Indian Wells; dopo il bye, elimina la wild-card Mandlik e poi Ostapenko in maniera rocambolesca recuperando da un bagel iniziale per infliggerne uno a sua volta nel seguente set per un risultato finale di 0–6, 6–0, 6–4. Al terzo turno batte Pegula, prima di arrendersi ai quarti al terzo set contro Sakkarī. A Miami si impone sulla connazionale Nosková e poi su Vekić. e Gracheva. Nei quarti di finale elimina la russa Aleksandrova, approdando alla sua prima semifinale a Miami in cui batte Sorana Cîrstea. Nell'incontro valido per il titolo, la ceca supera la n°7 del mondo Elena Rybakina. Grazie a questo risultato, torna in top-10.
Sulla terra, gioca solo a Madrid e al Roland Garros, non raccogliendo alcuna vittoria. Apre la stagione sull'erba al WTA 500 di Berlino, dove, senza cedere set, approda alla seconda finale del 2023, eliminando Karolina Plíšková, Podoroska, la top-5 Garcia e Aleksandrova. Si aggiudica il titolo battendo in finale la croata Vekić. A Wimbledon viene fermata da Jabeur agli ottavi di finale.
Sul cemento americano, trova solo due secondi turni tra Montréal e Cincinnati. Allo US Open, elimina Bucșa, per poi arrendersi al secondo turno contro la rientrante Wozniacki. A Ningbo esce nei quarti contro la russa Diana Šnaider. Va peggio a Pechino, dove perde contro Samsonova dopo il bye. Chiude l'anno alla posizione numero 14.

### 2024- 2025: stop per gravidanza. Breve rientro e ritiro
A inizio stagione annuncia di essere incinta.
Affronta un difficile rientro nel 2025, dopo 18 mesi di stop, perdendo ad Austin da Burrage, un trend che ha ripetuto nei successivi tornei (incluso il Roland Garros contro Golubic) con l'eccezione di Roma dove vince contro la rumena Begu, prima di ritirarsi al turno successivo.
Nel giugno 2025 annuncia il ritiro dalle competizioni tennistiche al prossimo US Open.
A Wimbledon perde in modo netto al primo turno contro Navarro.

## Stile di gioco
La tennista ceca è mancina. Al torneo di Wimbledon nel 2014 ha totalizzato 42 ace in sette incontri, diventando così la giocatrice che ha eseguito più ace nell'edizione del torneo londinese. È nota per colpire la palla sia di dritto sia di rovescio con molta potenza e di sapere creare angoli molto insidiosi con i suoi colpi. Possiede inoltre un buon tempismo e varietà di colpi. La sua altezza le causa spesso difficoltà negli spostamenti laterali e di conseguenza imposta il suo gioco su scambi molto brevi, in cui cerca di prendere il controllo del gioco già dal servizio/risposta. A causa di questo stile di gioco molto aggressivo durante gli incontri commette molti errori gratuiti.

## Statistiche

### Singolare

#### Finali del Grande Slam

##### Vinte (2)
| Anno | Torneo                          | Superficie | Avversaria in finale | Risultato |
| ---- | ------------------------------- | ---------- | -------------------- | --------- |
| 2011 | Torneo di Wimbledon, Londra     | Erba       | Marija Šarapova      | 6–3, 6–4  |
| 2014 | Torneo di Wimbledon, Londra (2) | Erba       | Eugenie Bouchard     | 6–3, 6–0  |

##### Perse (1)
| Anno | Torneo                     | Superficie | Avversaria in finale | Risultato        |
| ---- | -------------------------- | ---------- | -------------------- | ---------------- |
| 2019 | Australian Open, Melbourne | Cemento    | Naomi Ōsaka          | 6(2)–7, 7–5, 4–6 |

#### Risultati in progressione nei tornei dello Slam
| Sigla | Risultato               |
| ----- | ----------------------- |
| V     | Vincitore               |
| F     | Finalista               |
| SF    | Semifinalista           |
| O     | Oro olimpico            |
| A     | Argento olimpico        |
| SF    | Bronzo olimpico         |
| QF    | Quarti di Finale        |
| 4T    | Quarto turno            |
| 3T    | Terzo turno             |
| 2T    | Secondo turno           |
| 1T    | Primo turno             |
| RR    | Round Robin             |
| LQ    | Turno di qualificazione |
| A     | Assente                 |
| ND    | Non disputato           |

| Legenda superfici    |
| -------------------- |
| Cemento              |
| Terra battuta        |
| Erba                 |
| Superficie variabile |

| Tornei del Grand Slam |     |     |     |     |      |      |     |      |      |     |     |     |      |      |     |     |     |        |        |
| Australian Open       | A   | LQ  | 1T  | 2T  | QF   | SF   | 2T  | 1T   | 3T   | 2T  | A   | 1T  | F    | QF   | 2T  | 1T  | 2T  | 0 / 14 | 26–14  |
| Open di Francia       | A   | 4T  | A   | 1T  | 4T   | SF   | 3T  | 3T   | 4T   | 3T  | 2T  | 3T  | A    | SF   | 2T  | 2T  | 1T  | 0 / 14 | 30–14  |
| Wimbledon             | A   | 1T  | 1T  | SF  | V    | QF   | QF  | V    | 3T   | 2T  | 2T  | 1T  | 4T   | ND   | 1T  | 3T  | 4T  | 2 / 15 | 38–13  |
| US Open               | LQ  | 1T  | 4T  | 3T  | 1T   | 4T   | 3T  | 3T   | QF   | 4T  | QF  | 3T  | 2T   | 4T   | 3T  | 4T  | 2T  | 0 / 16 | 34–16  |
| Vittorie–Sconfitte    | 0–0 | 3–3 | 3–3 | 8–4 | 14–3 | 17–4 | 9–4 | 11–3 | 11–4 | 7–4 | 6–3 | 4–4 | 10–3 | 12–3 | 4–4 | 6-4 | 5-4 | 2 / 59 | 128–57 |